# Pseudoposthia macrogonopora
Pseudoposthia macrogonopora är en plattmaskart som beskrevs av Westblad 1946. Pseudoposthia macrogonopora ingår i släktet Pseudoposthia och familjen Isodiametridae. Inga underarter finns listade i Catalogue of Life.